# Quinta da Arealva
A Quinta da Arealva é um monumento no Município de Almada, na margem Sul do Rio Tejo, em Portugal. Consiste numa antiga propriedade agrícola ligada à produção de vinho, que além dos terrenos de vinha também incluía um palácio e várias estruturas de apoio à vinicultura, como armazéns, tanoarias e um cais fluvial.

## Descrição e história
A quinta situa-se junto ao Cais do Olho de Boi, na zona do Gingal, em Almada. Localiza-se nas imediações do Santuário Nacional de Cristo Rei. Consiste numa propriedade de grandes dimensões, que inclui as antigas dependências do palácio, um antigo complexo vinícola com as suas estruturas de apoio, como armazéns, um cais no Rio Tejo, e um estaleiro, vários edifícios residenciais, e uma ponte em madeira e alvenaria. Alguns dos edifícios, como os antigos armazéns e a tanoaria, são de construção setecentista, estando integrados no estilo pombalino. Um dos elementos mais destacados da propriedade é o antigo jardim da quinta, a cerca de 48 m de altitude, situado nas imediações da Igreja de São Paulo.
A quinta teve origem numa estrutura militar, o Forte da Pipa, que foi construído no século XVII, para controlar o tráfego das embarcações que entravam e saíam do Rio Tejo. Foi uma das várias fortificações incluídas num sistema de defesa marítima, cujo planeamento foi iniciado por D. João IV, mas as obras só foram iniciadas durante o reinado de D. Afonso VI, e concluídas no período de D. Pedro II. O forte foi abandonado nos finais do século XVIII, por já não ter importância do ponto de vista militar, tendo sido nessa altura que passou a ser ocupado por proprietários vindos do Ginjal, que estavam ligados à produção vinícola. Estes foram responsáveis pela construção de vários edifícios, como armazéns e uma tanoaria, tendo esta sido uma das maiores no concelho desde o século XVIII, e chegou a ser uma das mais importantes em território nacional. O antigo forte foi convertido em residências para os proprietários. Nesta altura, a Quinta da Arealva consistia numa grande propriedade, que tinha várias casas e vinhedos. O local tinha grandes dificuldades de acesso por terra, mas contava com um cais próprio no Rio Tejo, que era utilizado para o transporte do vinho. Devido à sua riqueza agrícola, foi escolhido como residência pelo nobre irlandês João O'Neill (en), que estava exilado em Portugal. Devido ao seu apego à religião católica, ordenou a construção de uma pequena capela na quinta, que foi dedicada a São João Baptista. Nos princípios do século XIX, encontravam-se vários armazéns na área entre o antigo Forte da Arealva e o Forte da Fonte da Pipa, que nessa altura passou a pertencer à Sociedade Vinícola Sul de Portugal, tendo esta sido a última companhia vinícola na margem Sul do Tejo em Almada. Em 1861, o dono da propriedade era Domingos Afonso, que em conjunto com a família Paliarte dominava a extensa área entre o Olho de Boi e a Arealva.

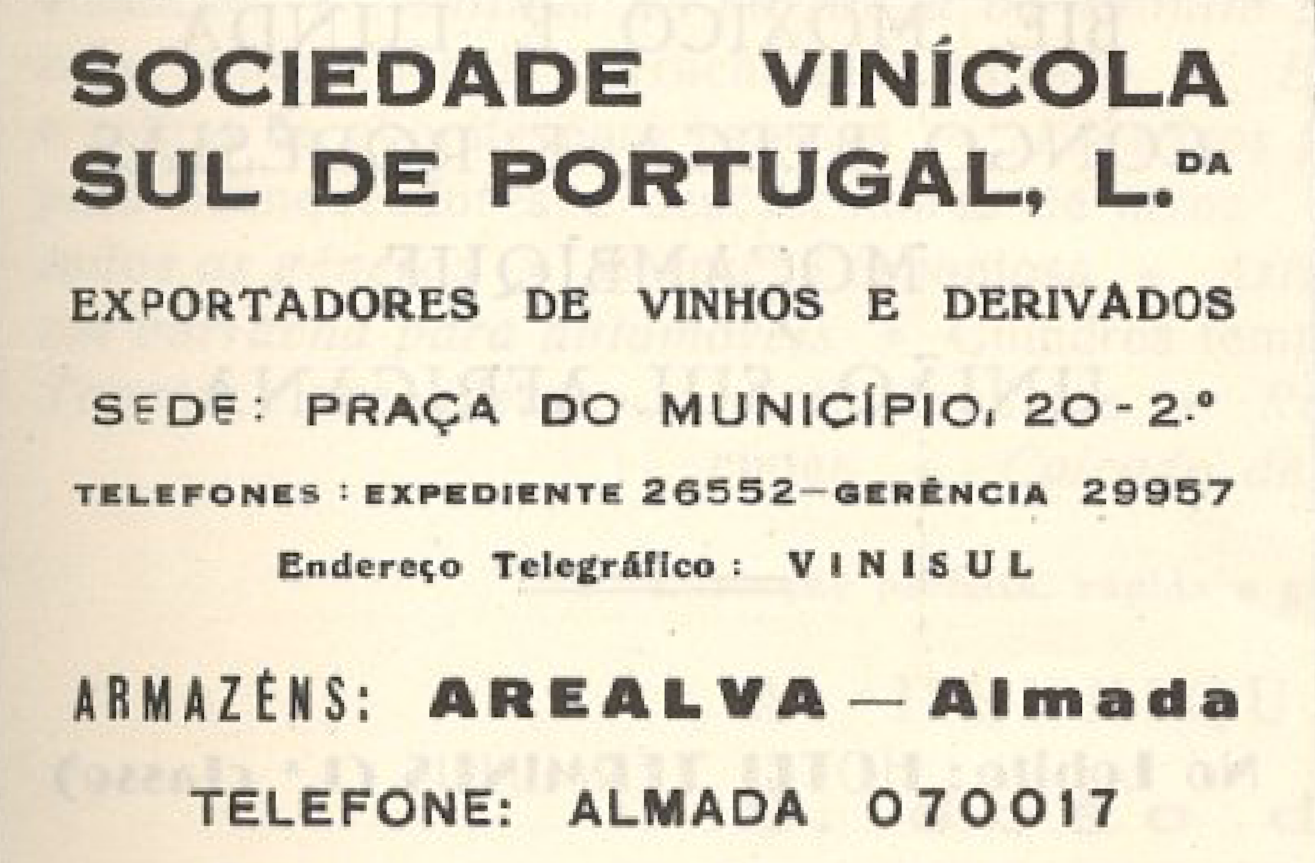
Publicidade de 1959 à Sociedade Vinicola Sul de Portugal, fazendo referência aos seus armazéns na Arealva.

Posteriormente o complexo ficou ao abandono, tendo sido pilhado e muito vandalizado, tendo sido igualmente atingido por um incêndio. Nos princípios do século XXI os edifícios estavam em ruínas, sendo ainda visíveis alguns vestígios da antiga capela de Sâo João Baptista. Na década de 2010 foi utilizada em vários festivais de música electrónica, organizados durante o Verão. A quinta tornou-se depois propriedade da Socieade Arealva, que no entanto entrou em processo de insolvência, pelo que nos finais de 2020 foi leiloada por determinação judicial, tendo atingido um valor superior a 6 milhões de Euros. Na altura, a Câmara Municipal de Almada e a empresa Tejal do Grupo, principal proprietária dos terrenos onde se situa o Cais do Ginjal, mostraram-se interessados em reabilitar a Quinta da Arealva, como parte de um percurso pedonal que iria desenvolver «a ligação do Rio à cidade, do Ginjal a Almada Velha, a relação e a interação das novas e velhas gentes, o encontro das memórias e histórias do passado com o presente e as possibilidades de projecção no futuro que ali estará em construção».